# 瀧川鯉白
瀧川 鯉白（たきがわ りはく、1981年9月18日 - ）は、落語芸術協会に所属する落語家。瀧川鯉昇門下の二つ目。本名は、金田 尚之（かねだ なおゆき）。

## 経歴
- 2011年3月∶瀧川鯉昇に入門。前座名「鯉毛」。
- 2012年
  - 3月∶楽屋入り。
  - 4月上席∶浅草演芸ホールにて初高座。演目は「新聞記事」。
- 2016年4月中席∶立川吉幸、瀧川鯉んとともに二ツ目昇進。「鯉白」と改名。

## 人物
- 「ペロ」というインコを飼っている。
- 勉強会に何度か来た客に、「私の落語が良くてまた来てくださったんですか？」と聞いたら、「会の後の打上で、とても聞き上手な所が良かった」と言われた。
- 2019年より、快楽亭ブラ坊・桂ぽんぽ娘とともに落語艶芸ユニット「Pan★Tee」を結成し活動している。
- 同じ落語芸術協会に所属する10人（他のメンバーは、春風亭鯉づむ、春風亭昇吾、桂竹千代、昔昔亭喜太郎、三遊亭遊子、桂鷹治、古今亭今いち、立川幸之進、笑福亭希光）で「芸協カデンツァ」というユニットを組んでいる。実質的に「成金」の後継にあたる。
- いわゆる「しくじり」で新宿末廣亭を一時出入禁止になっていた。その後、2025年3月上席昼の部『桂米丸追善興行』5日目に久しぶりに出演した。この興行の顔付けを主導した桂米助の尽力によるものであった[1]。

## 受賞歴
- 2021年　Zabu-1グランプリ2021 準優勝
- 2024年　第1回天下一落語会 準優勝[2]

## 出演
- BSフジサタデースペシャル『Zabu-1グランプリ2021』（2021年1月30日、BSフジ）- 準優勝